# Joseph Hedinger
Joseph W. Hedinger (Fort Smith (Arkansas), 1 februari 1987) is een Amerikaans zanger, componist, tekstschrijver, producent en multi-instrumentalist, wiens (voor)ouders afkomstig zijn uit Ierland en Denemarken. Tegenwoordig woont hij in Los Angeles .
Van kinds af aan is hij gepassioneerd door muziek, op elfjarige leeftijd begon hij met piano- en zanglessen. Zijn idolen zijn Stevie Wonder, Alicia Keys, Billie Holiday en Usher. Hedingers muziek is een mengeling van soul, R&B en hiphop. Hij bespeelt verscheidene instrumenten, en componeert en produceert zijn eigen liedjes.
Hedingers bekendheid is begonnen door de Poolse versie van So You Think You Can Dance (You Can Dance - Po Prostu Tańcz), een populair live dansprogramma waar een van de kandidaten, Kuba Mędrzycki, op Hedingers liedje About Being Alone danste, waardoor jurylid Michał Piróg in tranen uitbarstte. Na dit optreden is de jonge artiest een ster op internet geworden; zijn muziek is geliefd, vooral het lied About Being Alone.

## Repertoire
1. About being alone
2. One Wish Us
3. Closer To You
4. Let Me Be Yours
5. Stiletto
6. As long as you're here
7. Make Me Do
8. Fix it Yourself
9. Front Door
10. Let It Go